# Politika u 1919.
◄◄ | ◄ | 1916. | 1917. | 1918. | 1919.  | 1920. | 1921. | 1922. | ► | ►►
Arhitektura • Astronomija • Biologija • Film • Fotografija • Glazba • Kazalište • Kemija • Kiparstvo • Knjige • Književnost • Kršćanstvo • Meteorologija • Medicina • Planinarstvo • Politika • Pravo • Promet • Slikarstvo • Strip • Šport • Televizija • Znanost • Zrakoplovstvo • Željeznički promet
Politika u 1919.

## Svijet

### Događaji
- 18. siječnja − počela Pariška mirovna konferencija

## Vanjske poveznice
|  | Zajednički poslužitelj ima još gradiva o temi Politika u 1919. |